# تريمور
تريمور (بالإنجليزية: Tremor)‏ هي أغنية لثنائي دي جي البلجيكي ديميتري فيغاس ولايك مايك ومنتج التسجيلات مارتن غاركس.صدرت الأغنية من قبل سبينن ريكوردز باعتبارها النشيد الرسمي لعام 2014 لحدث الرقص الهولندي سينسايشن. أطلقت كتنزيل رقمي في 21 أبريل 2014 على بيتبورت، وفي 20 يونيو 2014 على أيتيونز في المملكة المتحدة، ظهرت الأغنية في المرتبة 30 على قائمة أغاني المملكة المتحدة، دخلت أيضًا تصنيفات بلجيكا وفرنسا وهولندا. كتب بواسطة غاركس والأخوين ديميتري ومايك.